# Renault Talisman
La Renault Talisman è un'autovettura di segmento D prodotta in due generazioni dal 2012 al 2022 dalla casa automobilistica francese Renault in collaborazione con la filiale sudcoreana Renault Samsung Motors. 
Dal 2012 è stata prodotta per il solo mercato della Cina, mentre dal 2015 sostituisce in tutta l'Europa la Renault Laguna III (in vendita dal 2007 al 2015), ponendosi come nuova ammiraglia della casa.

## Prima generazione (2012-2016)
La prima generazione della Talisman fu proposta unicamente per il mercato cinese, all'epoca caratterizzato da una forte espansione dal punto di vista commerciale. 

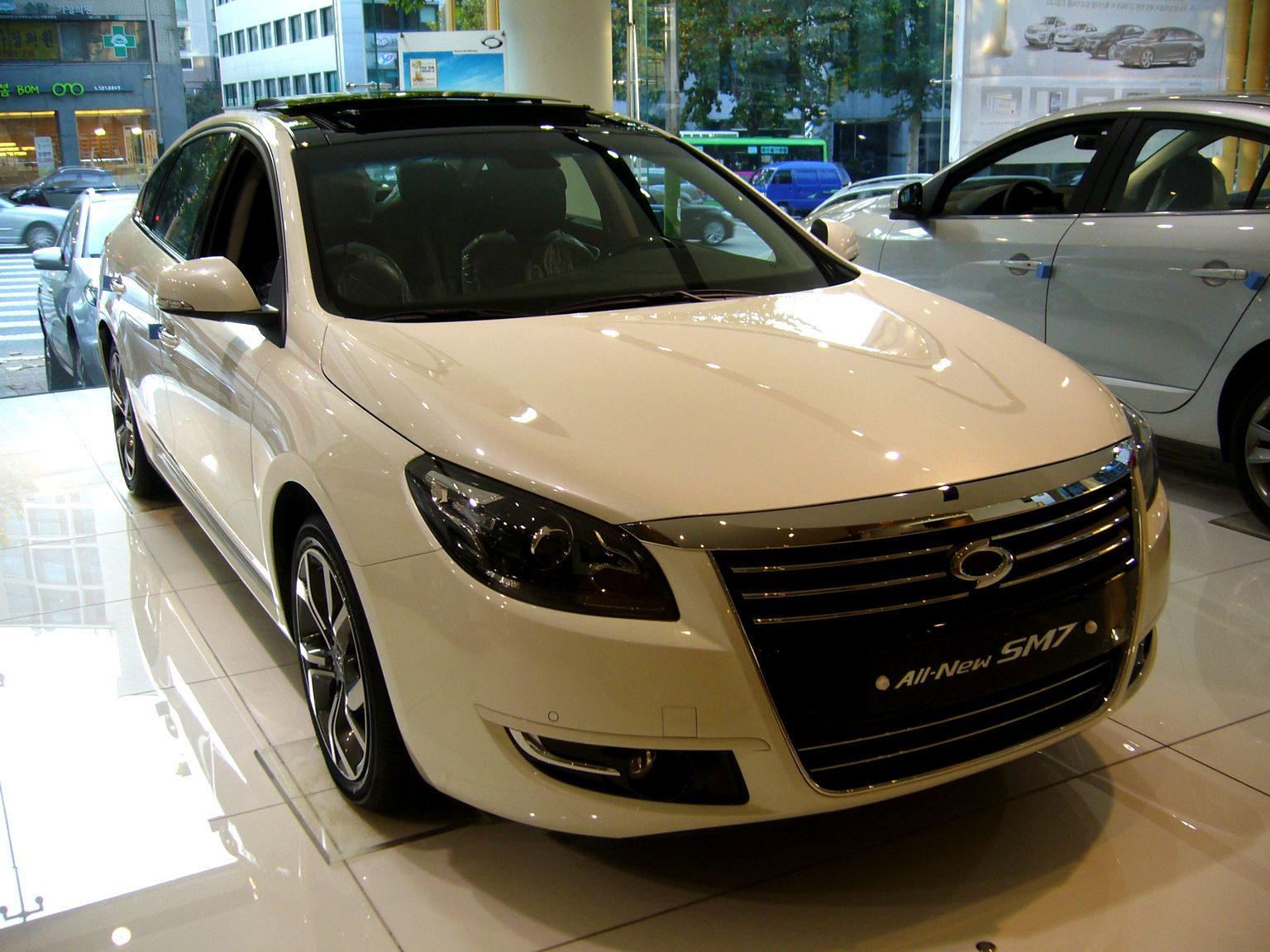
Samsung SM7

Nel 2011 la Renault Samsung Motors, casa sudcoreana nata nel 2000 quando Renault prese il controllo della Samsung Motors, lanciò la seconda generazione della Samsung SM7, una grossa berlina nata sfruttando il pianale allungato della Samsung SM5. Le sinergie tra Renault e Nissan, già attive dal 1999, fecero in modo che la base meccanica utilizzata per la SM7 e la SM5 fosse a sua volta la stessa utilizzata anche per la Nissan Teana, la Renault Latitude (venduta in alcuni Paesi europei e anche in alcuni mercati emergenti sotto altre denominazioni) e la ben più conosciuta Laguna III, quest'ultima in commercio già dal 2007.
L'anno successivo al lancio della SM7, Renault sfruttò il proprio marchio per proporre nel mercato cinese una SM7 con il marchio della losanga. La presentazione del modello definitivo si ebbe nell'aprile 2012 al Salone di Pechino e la commercializzazione venne avviata nel giugno dello stesso anno. Il nome Talisman è ripreso da quello dell'omonima concept car presentata nel 2001 al Salone di Francoforte.

### Caratteristiche
Esternamente la vettura era identica alla SM7 da cui derivava e con quest'ultima condivideva anche le linee di montaggio dello stabilimento di Busan, in Corea del Sud. Disegnata da Alejandro Mesonero-Romanos e disponibile solo come berlina a tre volumi, la Talisman di prima generazione ha un corpo vettura di 4,95 metri di lunghezza e uno styling con fari avvolgenti e affusolati a sviluppo orizzontale e una grande calandra a sviluppo verticale che ingloba parte del fascione anteriore e che ricorda le single-frame Audi. Alle forme morbide del frontale fanno da contraltare i gruppi ottici posteriori dl disegno spigoloso e a sviluppo orizzontale. Dalla Latitude, la Talisman riprendeva il gruppo plancia-cruscotto. La dotazione di serie includeva il navigatore satellitare, il monitoraggio dell'angolo cieco e il sensore di pressione degli pneumatici.
Meccanicamente la vettura montava sospensioni a ruote indipendenti di tipo MacPherson davanti e multilink dietro, un impianto frenante a dischi autoventilanti sull'asse anteriore e a dischi pieni dietro e uno sterzo a cremagliera con servocomando elettrico. Due sono i motori previsti, entrambi a benzina, con architettura V6 ed entrambi facenti parte della famiglia di motori VQ:
- motore VQ25DE da 2495 cm³ con potenza massima di 190 CV;
- motore VQ35DE da 3498 cm³ con potenza massima di 258 CV.

Pe entrambe le motorizzazioni è previsto un cambio automatico a 6 rapporti.

### Produzione
La prima generazione della Talisman ottenne risultati commerciali al disotto delle aspettative, infatti in un mercato come quello cinese ne furono venduti nel 2014 solo 275 esemplari. La produzione cessò nel corso del 2016. La vettura viene sostituita dalla Samsung SM6, basata sulla Talisman di seconda generazione, ma non più commercializzata con marchio Renault.

### Riepilogo caratteristiche
| Renault Talisman I (2012-16) |        |            |                     |                |               |           |                       |                    |              |                    |                   |                       |                    |
| Modello                      | Motore | Cilindrata | Alimentazione       | Potenza CV/rpm | Coppia Nm/rpm | Trazione  | Cambio/ Nº rapporti   | Massa a vuoto (kg) | Velocità max | Acceler. 0–100km/h | Consumo (L/100km) | Emissioni CO2/ (g/km) | Anni di produzione |
| 2.5 V6                       | VQ25DE | 2495       | Iniezione indiretta | 190/6000       | 243/4400      | Anteriore | Automatico 6 rapporti | 1635               | 205          | 9"9                | 9,8               | 189                   | 2012-16            |
| 3.5 V6                       | VQ35DE | 3498       | Iniezione indiretta | 258/6000       | 330/4400      | Anteriore | Automatico 6 rapporti | 1640               | 227          | 7"7                | 10,4              | 202                   | 2012-16            |

## Seconda generazione (2015-2022)
La seconda generazione della Talisman viene introdotta nel 2015.

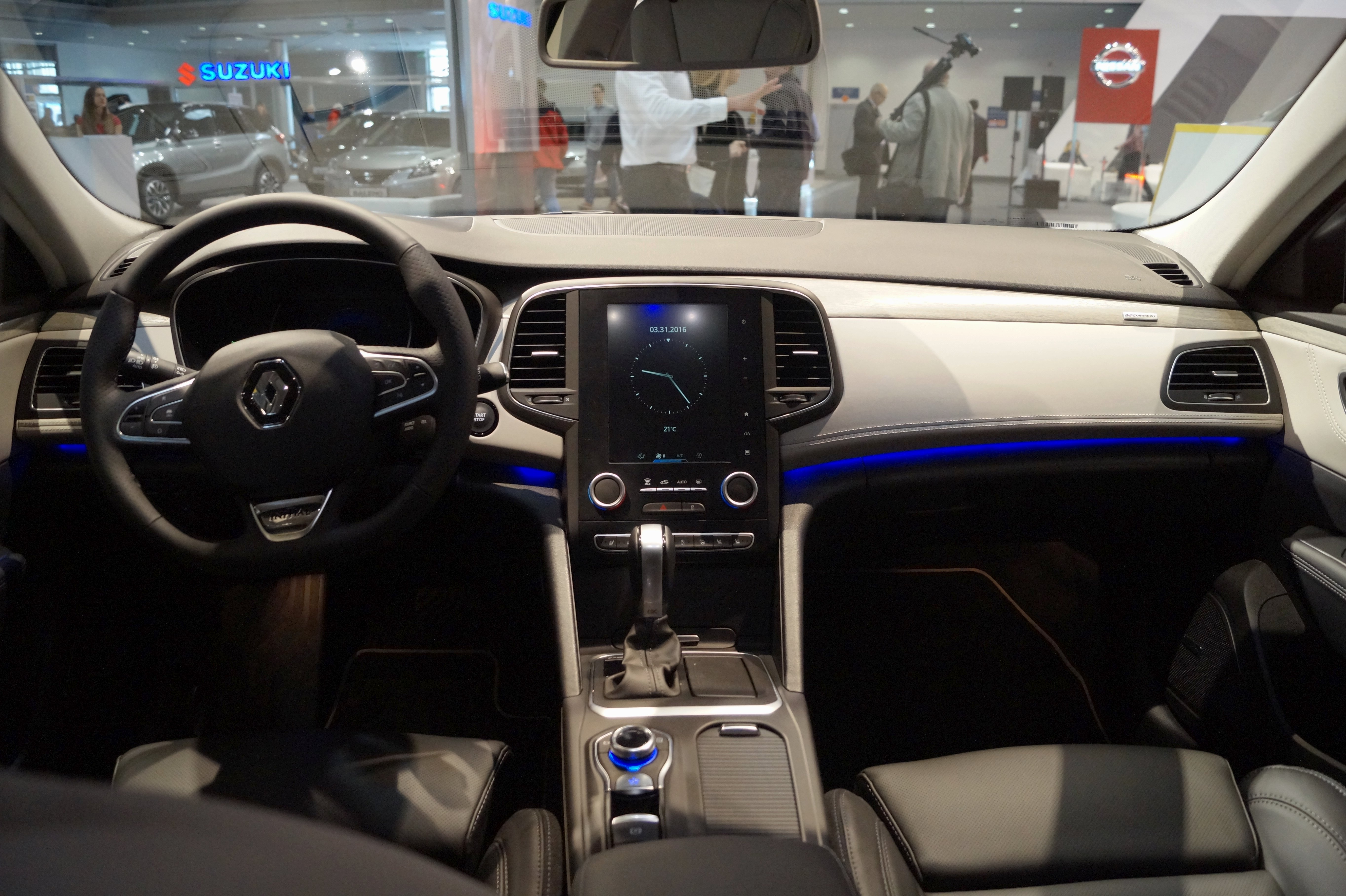
Interni

Poco tempo dopo l'esordio nel mercato cinese, Renault decise di far sbarcare la Talisman anche in Europa: questo perché con l'uscita di listino della poco fortunata Laguna III, la casa francese venne a trovarsi un vuoto nei listini del Vecchio Continente per quanto riguardava il segmento D, considerando che la Laguna III, in vendita ormai dal 2007, riusciva a ottenere un numero rilevante di vendite soltanto nella sua versione wagon Sportour. Quella del segmento D era una fascia di mercato in cui nel frattempo molti costruttori erano presenti con modelli come le varie Ford Mondeo, Opel Insignia, Citroën C5, Peugeot 508 e Hyundai i40. Pertanto Renault, che aveva speso tantissimo nella produzione di un modello sfortunato come la terza generazione della Laguna, si trovava a dover decidere se abbandonare definitivamente il segmento D, che per tanti anni è stato il cavallo di battaglia della casa francese, o ripartire da zero costruendo un modello totalmente nuovo. Venne scelta la seconda opzione, anche perché vi fu anche l'esigenza di sostituire la prima Talisman e il suo modello gemello SM7. L'approccio a tale esigenza si ebbe inizialmente vagliando ipotesi particolari come quella di avvalersi della joint-venture con la Daimler AG e di far derivare quindi la nuova berlina dal pianale della coeva Classe E, ipotesi che ben presto venne però scartata a favore di una base meccanica più "casalinga", vale a dire il pianale CMF condiviso con numerosi altri modelli di fascia media e medio-alta, sia a marchio Renault sia a marchio Nissan. Questo perché la casa della losanga aveva anche l'esigenza di risparmiare sui costi di produzione, avendo sacrificato molte delle proprie risorse per il lancio della Clio IV e della Captur, decidendo di puntare su un design rinfrescato e aggiornato agli stilemi europei della casa per la nuova Talisman, stavolta proposta anche nei mercati europei, e che avrebbe preso il posto della Laguna III nel corso del 2015. La presentazione del nuovo modello alla stampa è avvenuta il 6 luglio 2015 a Chantilly, nella regione della Piccardia, mentre la presentazione al grande pubblico è avvenuta al Salone di Francoforte solo due mesi dopo, insieme alla versione familiare, ribattezzata Sporter. 

### Le linee e gli interni
La Talisman prevista per l'Europa è un'auto completamente diversa dal modello che l'ha preceduta nel solo mercato cinese. I tecnici e i progettisti Renault si sono sforzati per accrescere la qualità generale e per ottenere un design assai moderno. La nuova berlina medio-alta di Casa Renault nasce sulla piattaforma modulare CMF, condivisa con la quinta serie dell'Espace e con la crossover Kadjar. Nel complesso, il corpo vettura propone una soluzione a tre volumi, assente ormai da diversi anni in una Renault di segmento D (l'ultima Renault di questa categoria di mercato con carrozzeria a tre volumi fu la Renault 21 a 4 porte). Nuovo il frontale, che stilisticamente rappresenta un po' un'evoluzione di quello già visto nella Espace V, e caratterizzato quindi da una grande calandra a listelli orizzontali che nella parte superiore si estende fino a toccare i gruppi ottici. Questi ultimi sono affiancati nella parte esterna da indicatori di direzione a forma di boomerang che si prolungano fino al di sotto del gruppo ottico stesso, il quale tra l'altro integra anche la tecnologia a LED adattativo dal disegno concentrico.
L'abitacolo della Talisman II è più spazioso rispetto alla Laguna III: in fatto di abitabilità interna, la novità risiede nello spazio lasciato in verticale tra il sedile e il padiglione che può contare su 835 mm davanti e 860 mm dietro. Quindi molto più spazio che nelle precedenti berline per le gambe dei passeggeri seduti dietro. La capacità di carico del bagagliaio è pari a 608 litri. La plancia, dall'impostazione più lussuosa che non nel modello precedente, è caratterizzata dalla presenza di uno schermo tattile verticale da 8,7 pollici come per l'Espace, il nuovo sistema di infotainment R-link 2 e il Multisense per la gestione degli assetti dell'auto. Tra gli altri contenuti tecnologici vanno poi citati l'ADAS (ossia un sistema di assistenza alla guida di tipo evoluto), il park assist che parcheggia l'auto da sola e la retrocamera posteriore.

### Struttura, meccanica e motori
Come già accennato in precedenza, la Talisman di seconda generazione nasce sul pianale modulare CMF già utilizzato per modelli di fascia medio-alta, compresa la grande monovolume Espace. Lo schema meccanico prevede la trazione anteriore e il motore trasversale. Vengono riprese molte delle soluzioni presenti in questi altri modelli, ma con l'aggiunta di alcuni interessanti contenuti tecnologici, primo fra tutti il sistema di sterzatura integrale, disponibile di serie nell'allestimento di punta Initiale Paris e optional negli altri: a basse velocità il retrotreno ruota di 3,5 gradi in controfase con l'avantreno per aumentare la maneggevolezza e diminuire il diametro di svolta, mentre ad alte velocità il retrotreno sterza di un grado in fase con le ruote anteriori per aumentare la stabilità in marcia. Tale sistema viene gestito elettronicamente dalla centralina. Il comparto sospensioni prevede un avantreno di tipo MacPherson e un retrotreno a ruote interconnesse. Su entrambi gli assi sono inoltre previsti ammortizzatori idraulici telescopici, molle elicoidali e barre antirollio. Vale la pena aggiungere che assieme al già citato sistema di sterzatura integrale, sono compresi gli ammortizzatori a controllo elettronico, la cui taratura viene gestita in funzione della velocità e del fondo stradale. Sterzo e impianto frenante prevedono invece le stesse soluzioni già viste nella precedente Talisman. Al suo esordio, la Talisman II viene prevista nelle seguenti motorizzazioni, tutte a iniezione diretta e sovralimentate mediante almeno un turbocompressore (nel 1.6 Diesel più potente sono due):
- TCe 150: motore M5Mt da 1618 cm³ con potenza massima di 150 CV;
- TCe 200: stesso motore della precedente versione, ma con potenza innalzata a 200 CV;
- dCi 110: motore K9K da 1461 cm³ con potenza massima di 110 CV;
- dCi 130: motore R9M da 1598 cm³ con potenza massima di 130 CV;
- dCi 160: stesso motore della precedente versione, ma con doppia sovralimentazione e con potenza portata a 160 CV. Tale motore è inoltre previsto unicamente con filtro antiparticolato.

Tre le varianti di trasmissione disponibili: il 1.5 dCi è abbinato a un cambio manuale a 6 marce, mentre per i due motori a benzina è previsto un cambio a doppia frizione a 7 rapporti. Il 1.6 dCi in entrambe le varianti di potenza è abbinato invece a un doppia frizione a 6 rapporti.

### Talisman Sporter

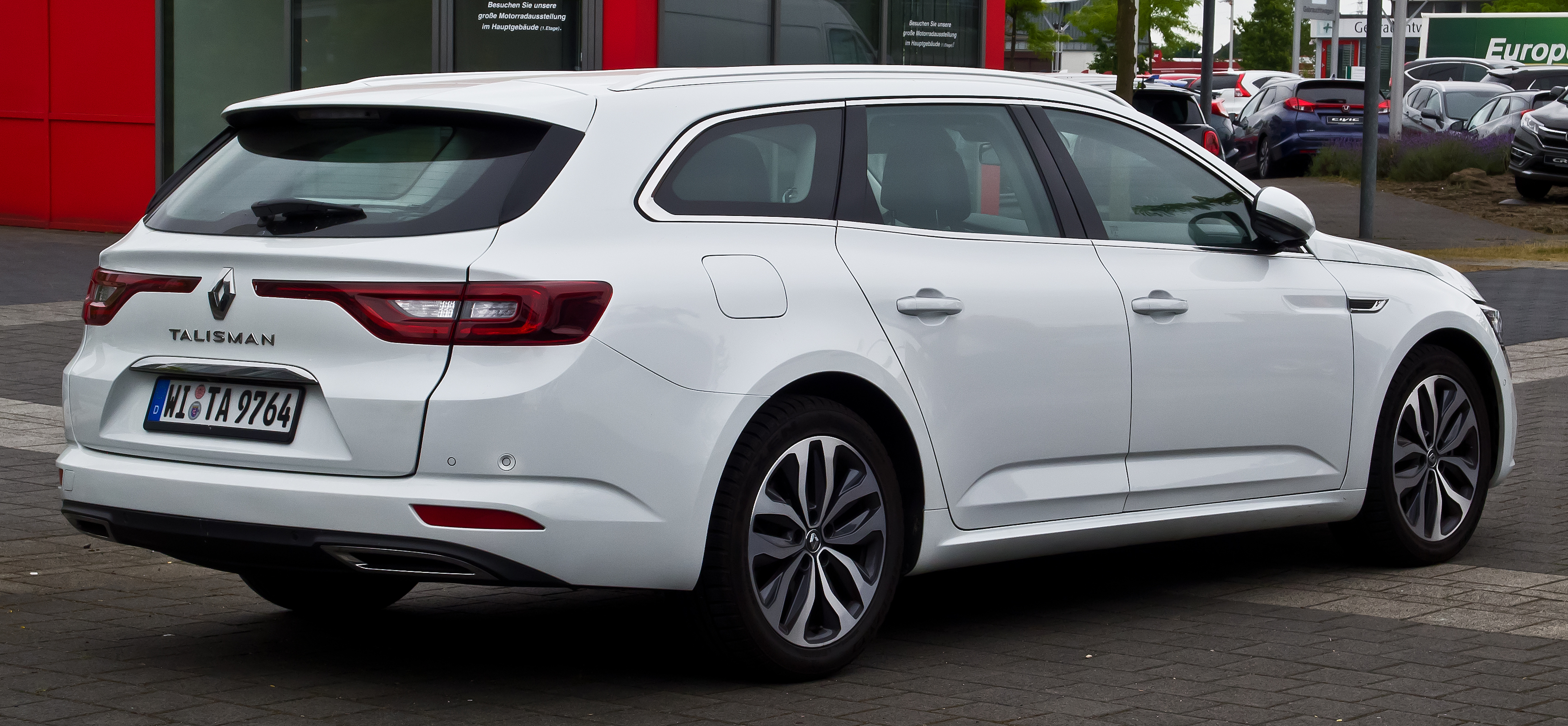
Renault Talisman Sporter

La Talisman Sporter, presentata al Salone di Francoforte assieme alla berlina, è lunga 4,86 metri, un solo centimetro in più della berlina e anche l'altezza di 1,46 metri è identica, ma grazie alla diversa forma del tetto, chi siede dietro ha 30 mm in più per la testa mentre per i bagagli ci sono 572 litri viaggiando in 5, che cosa un po' anomala per una wagon, è una capacità minore rispetto ai 608 litri della berlina, ma sono sfruttabili in modo migliore poiché il vano di accesso ha una superficie più ampia; il portellone è elettrico e azionabile attraverso il posizionamento di un piede sotto il paraurti e la soglia di accesso è a 57 cm e ha un vano lungo 112 cm. Abbattendo il divano 60/40 si passa rispettivamente a 1700 litri e a 201 cm.

### Evoluzione

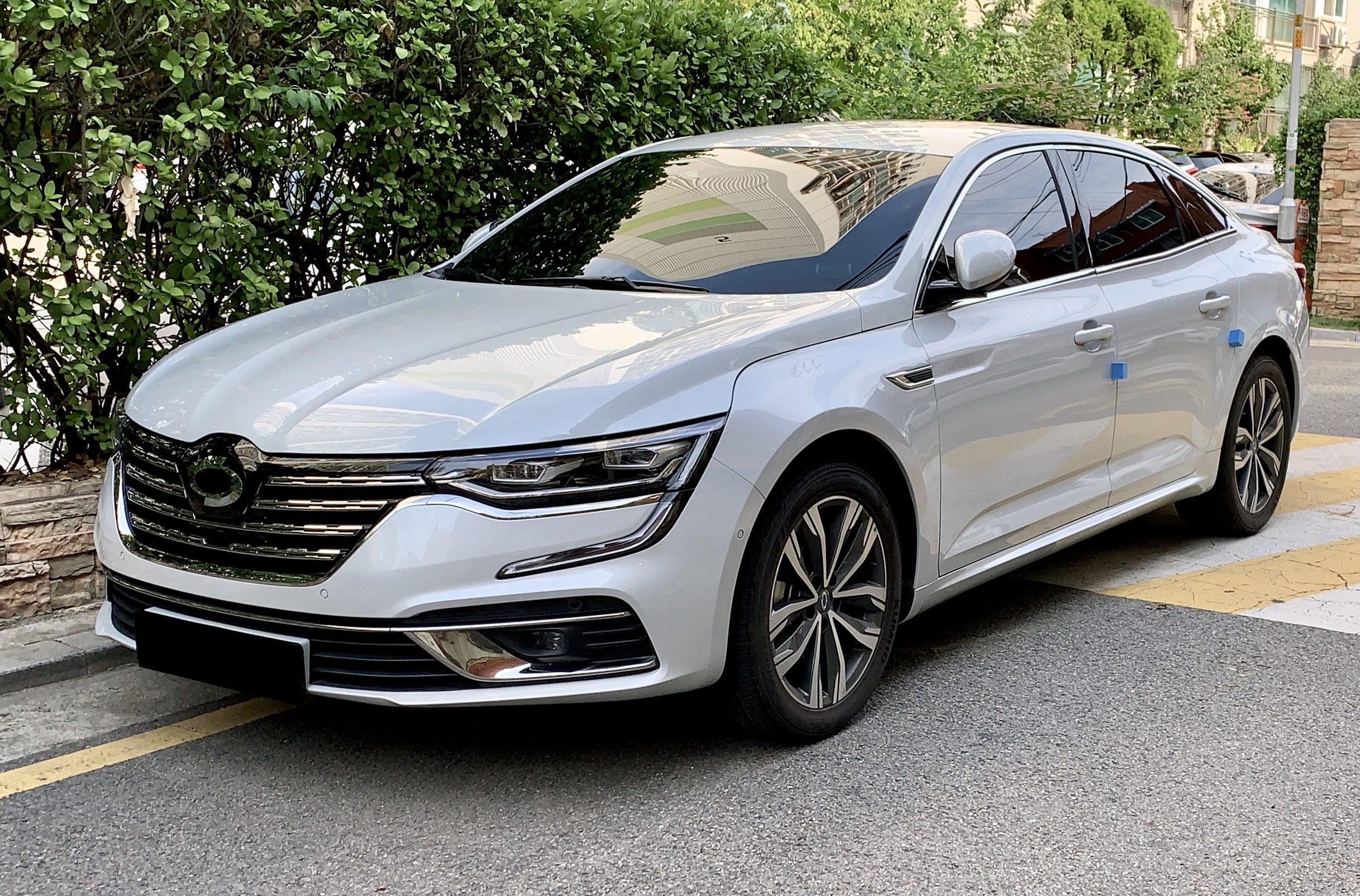
La sua "gemella" coreana, la Samsung SM6

La produzione della Talisman di seconda generazione ha luogo presso lo stabilimento francese di Douai. Nel 2016 la vettura comincia a essere prodotta anche nello stabilimento sudcoreano di Busan, dove viene commercializzata come Samsung SM6. La versione sudcoreana viene proposta con un 1.3 turbo da 156 CV e un 1.8 turbo da 225 CV. Quest'ultimo motore verrà inserito nella gamma europea a partire dal settembre 2018 e in sostituzione del 1.6 turbo da 200 CV. Anche l'altro 1.6 a benzina viene tolto dal listino nello stesso periodo, ma non verrà sostituito che alcuni mesi dopo, quando entrerà nella gamma anche il 1.3 turbo già proposto nella versione coreana e che nella Talisman europea eroga una potenza di 159 CV. Sempre nel settembre 2018 si hanno altri notevoli aggiornamenti alla gamma motori, in particolare ai motori Diesel. La gamma fino a quel momento esistente viene rimossa in toto: il 1.5 dCi viene sostituito da un 1.7 dCi da 120 CV, mentre i due 1.6 dCi vengono sostituiti da un'altra variante dello stesso 1.7 a gasolio, in questo caso di potenza intermedia e pari a 150 CV. Alla fine dello stesso anno, la gamma dei motori a gasolio si amplia ulteriormente con l'arrivo di un 2 litri disponibile nelle potenze di 160 e 200 CV.

### Restyling
Alla fine del 2020 viene sottoposta a restyling di mezza carriera, un restyling che interessa in particolare la grigliatura della calandra, il disegno del paraurti anteriore e la grafica a LED dei gruppi ottici posteriori. Internamente viene innalzato il livello delle finiture, con inserti in radica e nuovi rivestimenti in pelle. Per quanto riguarda la gamma motori, essa viene ridotta a tre motorizzazioni, ossia il 1.3 turbo da 159 CV e il 2 litri Diesel disponibile nelle potenze di 160 e 190 CV. In alcuni mercati il 1.3 turbo benzina viene proposto anche nella variante da 140 CV, ma solo per breve tempo, per alcuni mesi. In seguito, la gamma comincia a essere ridotta in alcuni mercati poco ricettivi, come per esempio in Italia, dove la versione berlina scompare lasciando spazio solo alla versione "Sporter". Nel febbraio del 2022 cessa di essere prodotta definitivamente dopo aver totalizzato appena 120 mila esemplari.

### Riepilogo caratteristiche
| Renault Talisman II (2015-22) |               |        |            |                                                            |                |               |           |                              |                    |              |                    |                   |                       |                    |
| Modello                       | Carrozzeria   | Motore | Cilindrata | Alimentazione                                              | Potenza CV/rpm | Coppia Nm/rpm | Trazione  | Cambio/ Nº rapporti          | Massa a vuoto (kg) | Velocità max | Acceler. 0–100km/h | Consumo (L/100km) | Emissioni CO2/ (g/km) | Anni di produzione |
| Versioni a benzina            |               |        |            |                                                            |                |               |           |                              |                    |              |                    |                   |                       |                    |
| TCe 140                       | Berlina       | H5Ht   | 1332       | Iniezione diretta, turbocompressore                        | 140/4500       | 260/1750      | Anteriore | Manuale 6 marce              | 1367               | 207          | 10"2               | 5,9               | 134                   | 01/2021-06/2021    |
| TCe 140                       | Station wagon | H5Ht   | 1332       | Iniezione diretta, turbocompressore                        | 140/4500       | 260/1750      | Anteriore | Manuale 6 marce              | 1388               | 201          | 10"4               | 6,1               | 138                   | 01/2021-06/2021    |
| TCe 160                       | Berlina       | H5Ht   | 1332       | Iniezione diretta, turbocompressore                        | 159/5500       | 270/1800      | Anteriore | Doppia frizione a 7 rapporti | 1430               | 210          | 9"6                | 5,8               | 142                   | 02/2019-12/2020    |
| TCe 160                       | Berlina       | H5Ht   | 1332       | Iniezione diretta, turbocompressore                        | 159/5500       | 270/1800      | Anteriore | Doppia frizione a 7 rapporti | 1430               | 210          | 9"6                | 6                 | 133                   | 01/2021-02/2022    |
| TCe 160                       | Station wagon | H5Ht   | 1332       | Iniezione diretta, turbocompressore                        | 159/5500       | 270/1800      | Anteriore | Doppia frizione a 7 rapporti | 1490               | 209          | 9"9                | 6                 | 152                   | 02/2019-12/2020    |
| TCe 160                       | Station wagon | H5Ht   | 1332       | Iniezione diretta, turbocompressore                        | 159/5500       | 270/1800      | Anteriore | Doppia frizione a 7 rapporti | 1490               | 200          | 9"8                | 6                 | 155                   | 01/2021-02/2022    |
| TCe 150                       | Berlina       | M5Mt   | 1618       | Iniezione diretta, turbocompressore                        | 150/5300       | 220/2200      | Anteriore | Doppia frizione a 7 rapporti | 1430               | 215          | 9"6                | 5,6               | 127                   | 08/2015-08/2018    |
| TCe 150                       | Station wagon | M5Mt   | 1618       | Iniezione diretta, turbocompressore                        | 150/5300       | 220/2200      | Anteriore | Doppia frizione a 7 rapporti | 1490               | 209          | 9"9                | 6                 | 132                   | 08/2015-08/2018    |
| TCe 200                       | Berlina       | M5Mt   | 1618       | Iniezione diretta, turbocompressore                        | 200/6000       | 260/2000      | Anteriore | Doppia frizione a 7 rapporti | 1430               | 237          | 7"6                | 5,9               | 130                   | 08/2015-08/2018    |
| TCe 200                       | Station wagon | M5Mt   | 1618       | Iniezione diretta, turbocompressore                        | 200/6000       | 260/2000      | Anteriore | Doppia frizione a 7 rapporti | 1490               | 231          | 7"9                | 6                 | 132                   | 08/2015-08/2018    |
| TCe 225                       | Berlina       | M5Pt   | 1798       | Iniezione diretta, turbocompressore                        | 225/5500       | 300/1750      | Anteriore | Doppia frizione a 7 rapporti | 1530               | 240          | 7"6                | 7,2               | 172                   | 09/2018-12/2020    |
| TCe 225                       | Station wagon | M5Pt   | 1798       | Iniezione diretta, turbocompressore                        | 225/5500       | 300/1750      | Anteriore | Doppia frizione a 7 rapporti | 1554               | 234          | 7"7                | 7,2               | 178                   | 09/2018-12/2020    |
| Versioni Diesel               |               |        |            |                                                            |                |               |           |                              |                    |              |                    |                   |                       |                    |
| 1.5 dCi                       | Berlina       | K9K    | 1461       | Diesel iniezione diretta common rail, turbocompressore     | 110/4000       | 260/1750      | Anteriore | Manuale 6 marce              | 1387               | 190          | 11"9               | 3,6               | 95                    | 08/2015-08/2018    |
| 1.5 dCi                       | Station wagon | K9K    | 1461       | Diesel iniezione diretta common rail, turbocompressore     | 110/4000       | 260/1750      | Anteriore | Manuale 6 marce              | 1427               | 185          | 8,2                | 3,7               | 98                    | 08/2015-08/2018    |
| 1.6 dCi 130                   | Berlina       | R9M    | 1598       | Diesel iniezione diretta common rail, turbocompressore     | 130/4000       | 320/1750      | Anteriore | Manuale 6 marce              | 1430               | 205          | 10"4               | 3,9               | 102                   | 08/2015-08/2018    |
| 1.6 dCi 130                   | Station wagon | R9M    | 1598       | Diesel iniezione diretta common rail, turbocompressore     | 130/4000       | 320/1750      | Anteriore | Manuale 6 marce              | 1504               | 200          | 10"8               | 4                 | 108                   | 08/2015-08/2018    |
| 1.6 dCi 160                   | Berlina       | R9M    | 1598       | Diesel iniezione diretta common rail, due turbocompressori | 160/4000       | 380/1750      | Anteriore | Doppia frizione 6 rapporti   | 1518               | 215          | 9"4                | 4,5               | 118                   | 08/2015-08/2018    |
| 1.6 dCi 160                   | Station wagon | R9M    | 1598       | Diesel iniezione diretta common rail, due turbocompressori | 160/4000       | 380/1750      | Anteriore | Doppia frizione 6 rapporti   | 1540               | 213          | 9"6                | 4,7               | 120                   | 08/2015-08/2018    |
| 1.7 Blue dCi 120              | Berlina       | R9N    | 1749       | Diesel iniezione diretta common rail, turbocompressore     | 120/4000       | 300/1750      | Anteriore | Manuale 6 marce              | 1533               | 191          | 11"9               | 4,6               | 137                   | 09/2018-08/2019    |
| 1.7 Blue dCi 120              | Station wagon | R9N    | 1749       | Diesel iniezione diretta common rail, turbocompressore     | 120/4000       | 300/1750      | Anteriore | Manuale 6 marce              | 1573               | 191          | 12"2               | 4,6               | 141                   | 09/2018-08/2019    |
| 1.7 Blue dCi 150              | Berlina       | R9N    | 1749       | Diesel iniezione diretta common rail, turbocompressore     | 150/4000       | 340/1750      | Anteriore | Manuale 6 marce              | 1533               | 206          | 10"3               | 4,6               | 139                   | 09/2018-12/2020    |
| 1.7 Blue dCi 150              | Station wagon | R9N    | 1749       | Diesel iniezione diretta common rail, turbocompressore     | 150/4000       | 340/1750      | Anteriore | Manuale 6 marce              | 1573               | 206          | 10"5               | 4,6               | 144                   | 09/2018-12/2020    |
| 2.0 Blue dCi 160              | Berlina       | M9R    | 1997       | Diesel iniezione diretta common rail, turbocompressore     | 160/3500       | 360/1500      | Anteriore | Doppia frizione 6 rapporti   | 1595               | 217          | 9"9                | 4,8               | 148                   | 12/2018-02/2022    |
| 2.0 Blue dCi 160              | Station wagon | M9R    | 1997       | Diesel iniezione diretta common rail, turbocompressore     | 160/3500       | 360/1500      | Anteriore | Doppia frizione 6 rapporti   | 1637               | 217          | 10"1               | 4,8               | 148                   | 12/2018-02/2022    |
| 2.0 Blue dCi 190              | Berlina       | M9R    | 1997       | Diesel iniezione diretta common rail, turbocompressore     | 190/3500       | 400/1750      | Anteriore | Doppia frizione 6 rapporti   | 1619               | 225          | 9"                 | 5,7               | 150                   | 01/2021-02/2022    |
| 2.0 Blue dCi 190              | Station wagon | M9R    | 1997       | Diesel iniezione diretta common rail, turbocompressore     | 190/3500       | 400/1750      | Anteriore | Doppia frizione 6 rapporti   | 1658               | 224          | 9"2                | 6                 | 154                   | 01/2021-02/2022    |
| 2.0 Blue dCi 200              | Berlina       | M9R    | 1997       | Diesel iniezione diretta common rail, turbocompressore     | 200/3500       | 400/1750      | Anteriore | Doppia frizione 6 rapporti   | 1595               | 234          | 8"7                | 4,9               | 148                   | 12/2018-12/2020    |
| 2.0 Blue dCi 200              | Station wagon | M9R    | 1997       | Diesel iniezione diretta common rail, turbocompressore     | 200/3500       | 400/1750      | Anteriore | Doppia frizione 6 rapporti   | 1637               | 234          | 8"9                | 4,9               | 148                   | 12/2018-12/2020    |